# Guðni Thorlacius Jóhannesson
Guðni Thorlacius Jóhannesson (Reykjavík, 30 novembre 1968) è uno storico e politico islandese, sesto Presidente dell'Islanda, in carica dal 1º agosto 2016 al 1º agosto 2024.

## Biografia
Guðni è figlio dell'insegnante e giornalista Margrét Thorlacius e dell'insegnante e allenatore di educazione fisica Jóhannes Sæmundsson. Suo padre morì di cancro all'età di 42 anni. Ha due fratelli, Patrekur (ex giocatore della nazionale di pallamano maschile islandese, allenatore della nazionale di pallamano maschile dell'Austria e padre del rapper JóiPé) e Jóhannes, analista di sistemi. Crebbe in una famiglia di fede cattolica. 
Guðni si è laureato al Menntaskólinn í Reykjavík (MR), un college junior nel centro di Reykjavík, nel 1987. Mentre era alla MR, ha gareggiato in Gettu betur, un quiz a squadre islandese per studenti universitari junior. Ha conseguito una laurea in storia e scienze politiche presso l'Università di Warwick in Inghilterra nel 1991 e un Master of Arts in storia presso l'Università d'Islanda nel 1997. Ha anche studiato tedesco e russo a livello universitario. Nel 1999, ha completato un MSt degree in storia presso il St Antony's College dell'Università di Oxford.  Nel 2003, ha ricevuto un dottorato di ricerca in storia dalla Queen Mary, Università di Londra. 
Guðni divenne presidente della Repubblica Islandese in forza della vittoria alle elezioni presidenziali del 2016. Prima dell'elezione, era ricercatore di storia all'Università d'Islanda occupandosi prevalentemente di storia moderna islandese.
Nelle elezioni in cui risultò vincitore, senza essere appoggiato da alcun partito politico, ottenne il 39,1% delle preferenze, pari a 71.356 voti.

## Vita privata
Guðni ha sposato la canadese Eliza Jean Reid nel 2004, hanno quattro figli. La coppia, che si è incontrata mentre studiava nel Regno Unito, si è trasferita in Islanda nel 2003. Guðni ha anche una figlia avuta da un precedente matrimonio con	Elín Haraldsdóttir, sposata nel 1995 e da cui ha divorziato nel 1996.